# Comisión de Acreditación del Noroeste de Estados Unidos
La Comisión de Acreditación del Noroeste (en inglés: Northwest Accreditation Commission, sigla NWAC) es una organización no gubernamental estadounidense encargada de la acreditación de los títulos académicos de diferentes instituciones educativas en los estados del noroeste de Estados Unidos.  La Comisión acredita los tramos de la educación primaria y secundaria.

## Historia
La historia de la organización se remonta a 1917 cuando se formó la Northwest Association of Secondary and Higher Schools (literal, Asociación de Escuelas Secundarias y Superiores del Noroeste). En 1974, la asociación cambió su nombre por el de Northwest Association of Schools and Colleges (Asociación de Escuelas y Colegios universitarios del Noroeste). En 2000 la organización volvió a cambiar su nombre por el de Northwest Association of Schools and Colleges and Universities (Asociación de Escuelas, Colegios universitario y Universidades del Noroeste), que en 2004 se disolvió para dar lugar a dos organizaciones separadas, la Northwest Association of Accredited Schools y la Northwest Commission on Colleges and Universities; la primera dedicada a la educación primaria y secundaria y la segunda para la educación superior.  Era en realidad una organización no gubernamental responsable de la acreditación de los títulos académicos de escuelas e instituciones educativas en el Noroeste de Estados Unidos, es decir de siete estados: Alaska, Idaho, Montana, Nevada, Oregón, Utah, y Washington.  Tenía su sede en Boise (Idaho) y una asociación se dedicaba a la acreditación de los tramos de la educación primaria y secundaria: K–12, primaria, media y escuelas secundarias; educación a distancia; alumnado sin título e incluso educación postsecundaria o escuelas especiales y complementarias, y la otra asociación iba dirigida a los estudios universitarios.
En 2005, la práctica de la organización de acreditar escuelas fuera de su región generó controversia después de que acreditara una escuela del estado de  Nueva York que se descubrió que estaba emitiendo diplomas de secundaria sin las necesarias autorizaciones estatales.  Los empleados de la Asociación del Noroeste explicaron que se habían acreditado escuelas ubicadas fuera de su región porque eran gestionadas por una organización con sede en la región. 
El 5 de diciembre de 2011, la Comisión y la Junta Directiva de la NWAC acordaron en su reunión anual renovar sus estatutos y transformar oficialmente la NWAC en una división de la compañía AdvancED. A partir del 1 de julio de 2012, todas las operaciones de NWAC estaban bajo el gobierno de AdvancED a través de su Oficina Regional del Noroeste. La compañía AdvancED también tenía una oficina regional en la ciudad india de Delhi, con el nombre de Escuela para la e-Educación, la Investigación y la Innovación (School for e-Education Research and Innovation, sigla SERI).
Otras comisiones y asociaciones regionales de Estados Unidos también se asociaron con la compañía AdvancED (North Central Association; Southern Association of Colleges and Schools). Posteriormente la compañía AdvancED cambió su nombre por el de Cognia.